# La Lamentation (Petrus Christus, New York)
Pour les œuvres du même nom, voir La Lamentation sur le Christ mort et Pietà.
Pour le tableau du même nom, exposé à New York, voir La Lamentation (Petrus Christus, Bruxelles).
La Déploration du Christ ou Lamentation du Christ de Petrus Christus au Metropolitan Museum of Art à New York est un petit tableau (21,6 × 35,9 cm), peint en huile sur panneau de chêne. Sur le même thème, Petrus Christus a également peint une Lamentation, un grand tableau (98 × 188 cm) conservé aux Musées royaux des Beaux-Arts de Belgique à Bruxelles, et une Pietà, un petit tableau (38 × 30 cm) au Musée du Louvre à Paris, dont l'attribution n'est pas indiscutable.

## La déploration dans le cycle de la Passion du Christ
La déploration est un épisode de la Passion du Christ qui a lieu à la fin de la Passion. Il se passe après la Descente de Croix et avant sa mise au tombeau. 
Dans le chemin de croix de l'Église catholique l'épisode figure dans la treizième, l'avant-dernière station. La déploration met en scène (d'après Luc, XXIII, 49, ou Jean, XIX, 38) le Christ, sa mère, les trois Saintes Maries Marie (mère de Jacques), Marie-Madeleine et Marie-Salomé, l'apôtre Jean et souvent d'autres personnages qui avaient été auparavant présents au pied de la Croix, comme Joseph d'Arimathie et Nicodème. À partir du Bas Moyen Âge et encore plus à la Renaissance, on inclut également des donateurs, ou des saints patrons de l'église pour laquelle l'œuvre a été commandée.

## Iconographie
Lorsque l’iconographie met en avant la Vierge de Pitié, il peut être nommé pietà. Le Christ est alors souvent représenté étendu sur les genoux de sa mère éplorée. Par contraste, la déploration représente une scène plus ample que la simple pietà. Cependant certaines déplorations ne présentent, en plus du Christ et de la Vierge, qu'un ou deux personnages.

## La déploration de New York
La déploration est exposée au Metropolitan Museum of Art à New York

### Description
La Déploration était probablement, par ses petites dimensions, destinée à la dévotion particulière. Cette peinture décrit la déploration selon l’évangile de Jean qui est le seul récit à raconter l'épisode avec la présence simultanée de Joseph d'Arimathie et Nicodème.  Les deux soutiennent le corps du Christ par la tête et par les pieds, alors que Marie-Madeleine et l'apôtre Jean apportent leur soutien à la Vierge effondrée. La pose de Marie épouse à celle de son fils crucifié, et souligne les  thèmes de  compassion et de co-rédemption, où la Vierge ressent en empathie les tourments du Christ et partage son rôle de rédempteur.

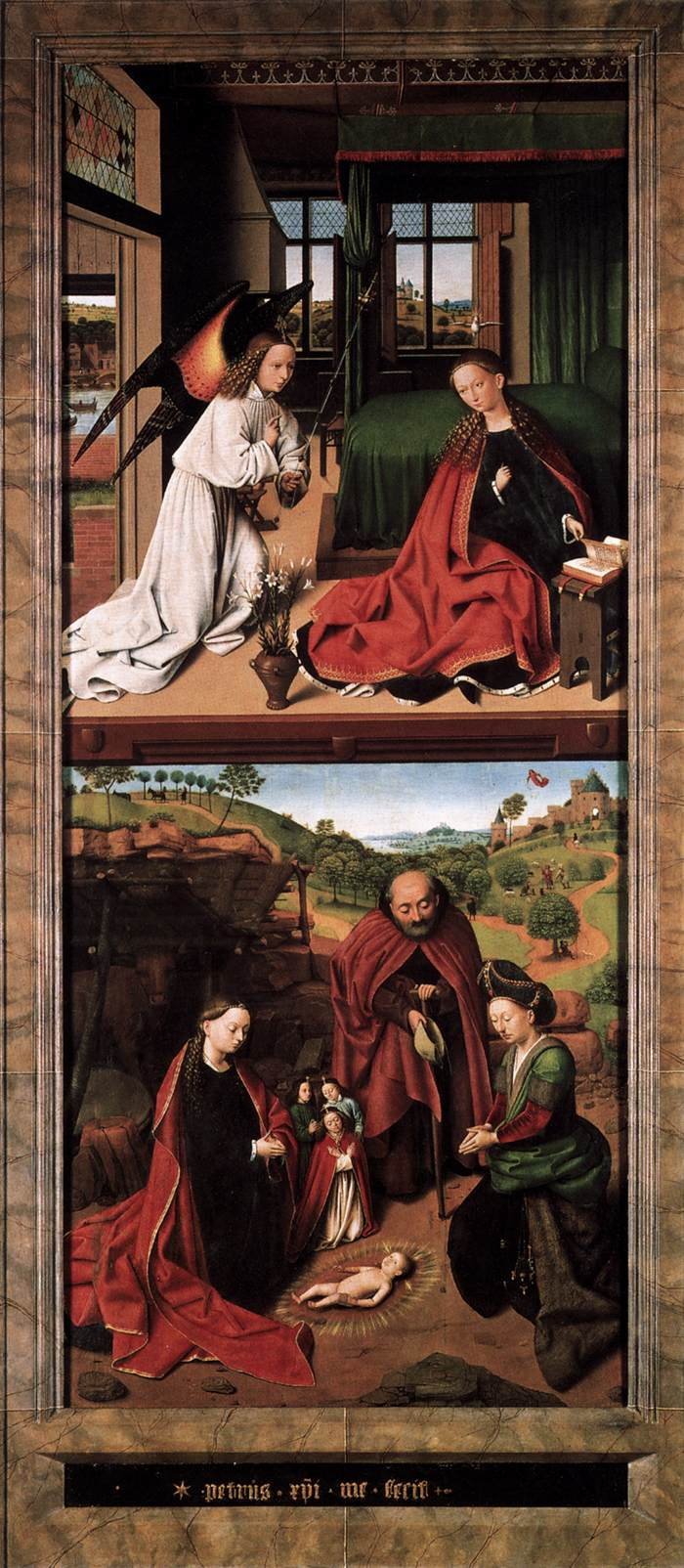
Annonciation et Nativité (1452), Gemäldegalerie, Berlin.

Les personnages secondaires de la composition, Joseph d'Arimathie à gauche et Nicodème à droite, sont l'objet d'une attention toute particulière. Disposés au premier plan, Petrus Christus invite par là le spectateur, suivant les jeux de la passion de l'époque, à s'identifier à Nicodème qui dit à Joseph d'Arimathie : « Toi prends la tête, moi je prendrai les pieds ». L'intimité de cette scène en gros plan et l'absence d'élaboration spatiale font de cette peinture un « tableau vivant ».
Les personnages, les types de visages, les drapés sont proches de l'Annonciation et de la Nativité du volet de Berlin de 1452. L'agencement des personnages est semblable à celui de la Nativité, et certains personnages prennent les mêmes poses.

### Influence de van Eyck
L'influence des van Eyck, en particulier des miniatures  Heures de Turin-Milan attribuées aux Mains G et H, se manifeste à des degrés variables dans toute l'œuvre de Petrus Christus. Charles Sterling note que cette influence n'est pas clairement marquée dans la Déploration de New York. Il l'a rapprochée des Heures de Turin-Milan et l'a datée de 1433-1435.

### Datation
Les données fournies par la réflectographie infrarouge induisent une datation vers 1450. Le dessin sous-jacent des personnages est basé sur des hachures parallèles très serrées, technique employée par Christus à cette période. La déploration est donc probablement antérieure aux volets de Berlin où les effets de volume ont été prévus, au niveau du dessin sous-jacent, par des hachures croisées. D'autres propositions de datation, basées sur des considérations de style ou de thème, ont été faites par les historiens de l’art. Certains auteurs l'ont daté de 1440, 1450 et 1460. Bien que destinée probablement, par ses petites dimensions, à la dévotion particulière, la déploration a pu faire partie d'un retable plus grand composé de multiples panneaux décrivant le cycle de la Passion.
Le tableau a été raccourci par le haut à un certain moment de son histoire, peut-être à l’occasion de son insertion dans un nouveau cadre. Cela a dû être fait assez tôt, parce que les copies du début du XVIe siècle ont déjà ce format.

### Copies
Deux copies du tableau, issues de l'atelier d'Adrien Ysenbrandt ou d'Ambrosius Benson, ont été réalisées au début du XVIe siècle.  Une de ces copies se trouve à Las Hormazas, en Espagne, dans l’église de San Esteban
La copie espagnole est d'après Joel M. Upton une partie d'un triptyque dont le volet gauche représente saint Antoine et un donateur, comme le fait le volet de l'autel de Christus à Copenhague. Upton suggère que la déploration du MMA est possiblement une version réduite du panneau principal d'un retable dont ne subsiste plus que le volet de Copenhague.
Une autre copie a été vendue par Sotheby de Londres le 8 avril 1981,, publie une image du tableau acquise par la galerie Heuvel et l’attribue au peintre Adrien Ysenbrandt. 
Le tableau a pu être exporté en Italie puisqu'il a inspiré un relief en marbre d'Antonello Gagini dans la cathédrale de Palerme en Sicile. Sa Déploration datée autour de 1507 est une composition hybride redevable à la fois de la Déploration de New York et de celle de Bruxelles. Elle souligne avant tout la composition ovale du groupe de personnages.

## Les autres Déplorations

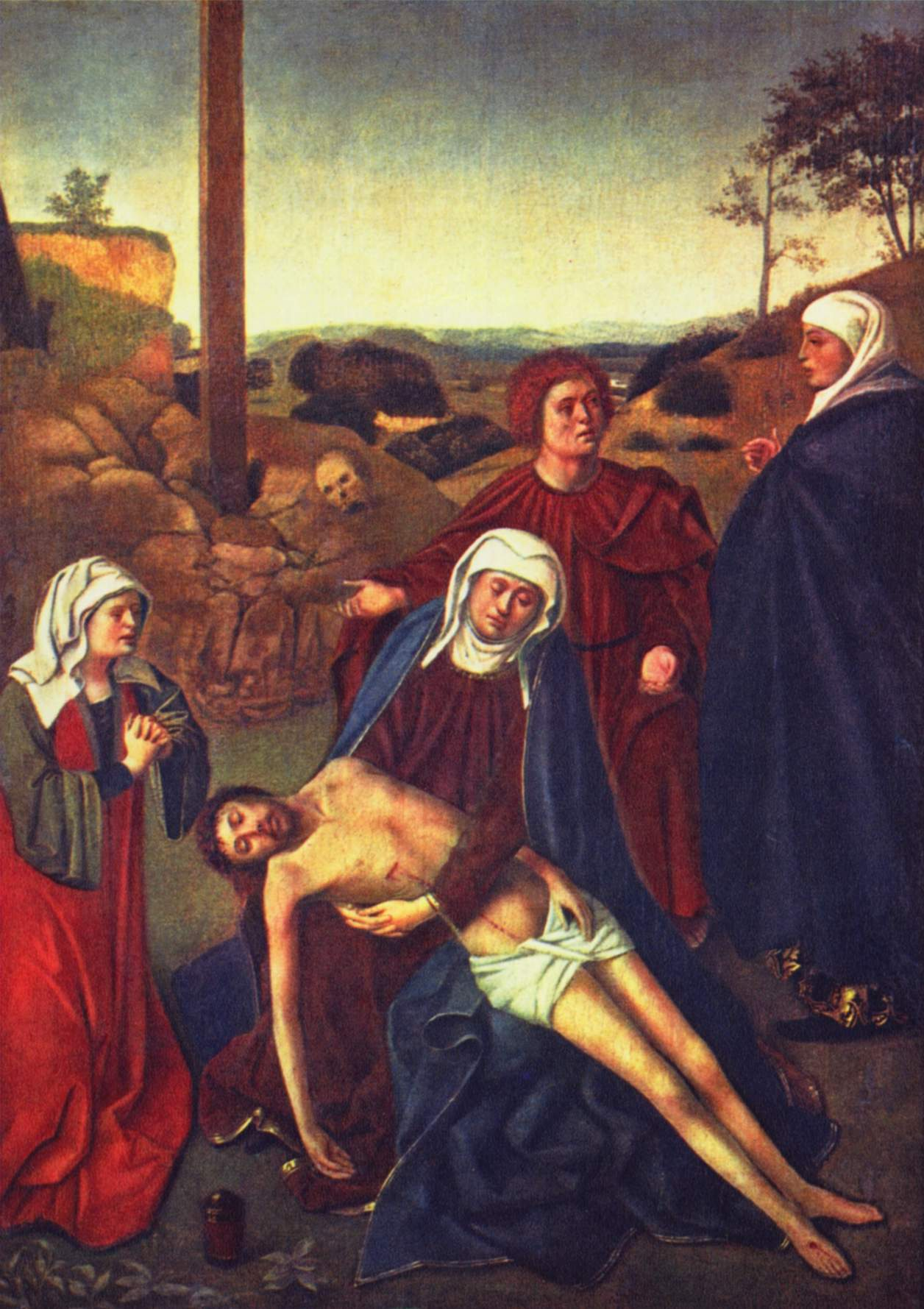
Pietà, Musée du Louvre
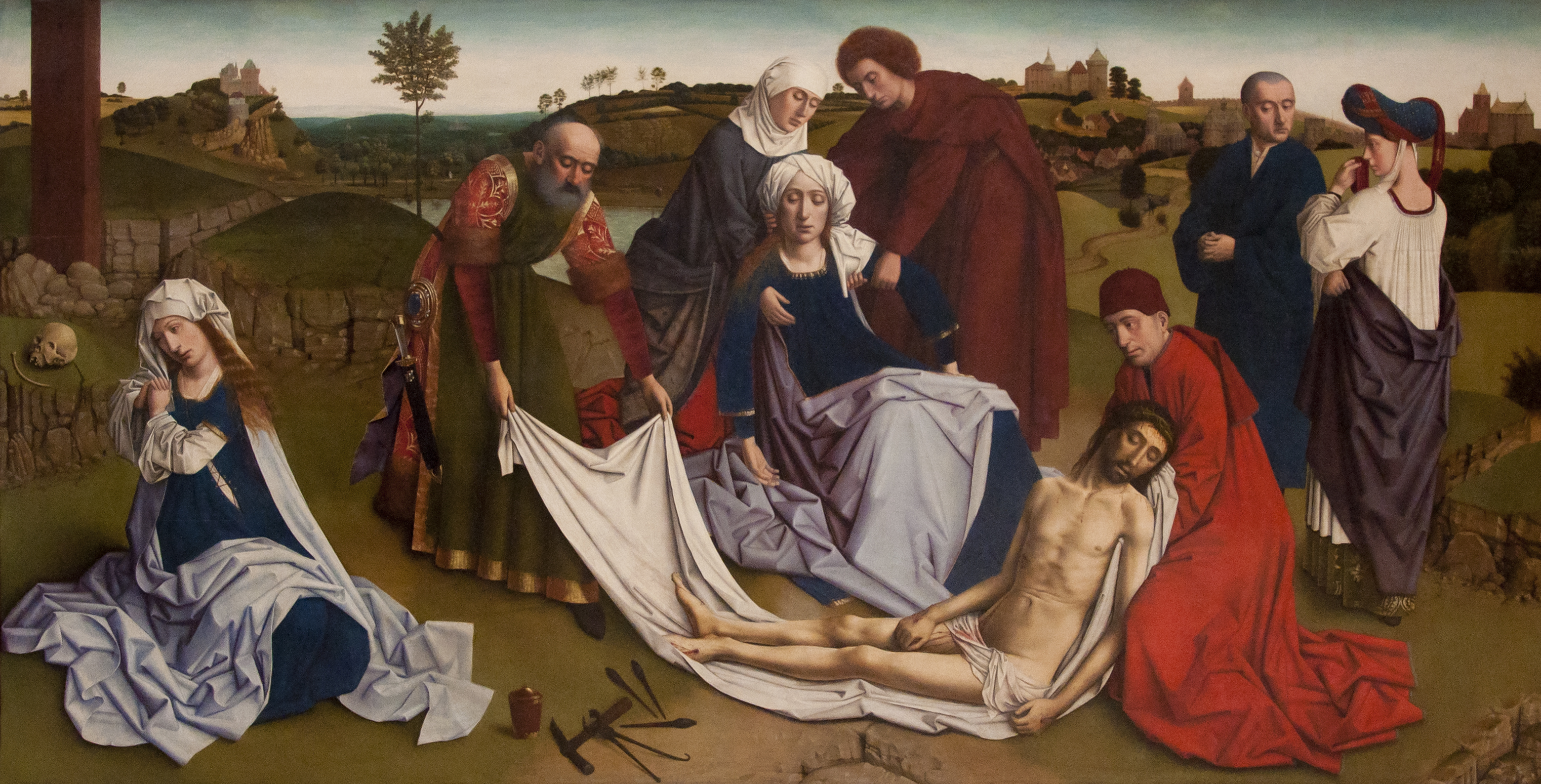
Déploration, Bruxelles

La Déploration du Metropolitan Museum of Art est différente des deux autres Déplorations attribuées à Petrus Christus, et la comparaison de ces œuvres, avec une tentative de filiation ou au contraire de non-filiation avec l’œuvre de Jan van Eyck, est en partie la cause des opinions si diverses des historiens de l'art sur la date de création. D'ailleurs, concernant la déploration du Louvre, la notice attribue le tableau plutôt à un peintre de l'entourage de Petrus Christus imitant peut-être son art en Italie méridionale, qui serait l'auteur de plusieurs tableaux autrefois attribués à Christus et parfois appelé  « Maître de la Crucifixion de Dessau ». La  Lamentation de Bruxelles, bien plus grande, dénote l’influence de Rogier van der Weyden. Les personnages principaux reflètent les figures centrales de la Descente de Croix du Musée du Prado de Madrid. La scène est placée devant un vaste paysage où est représentée Jérusalem sous la forme d’une ville flamande à la fin du Moyen Âge. Le paysage est plus détaillé, les personnages sont plus nombreux; en plus des personnes traditionnellement présentes figure un couple de spectateurs attristés à droite du tableau.

## Articles liés
- Déploration du Christ
- Représentation de Jésus-Christ dans l'art chrétien
- Liste des œuvres de Petrus Christus